# Archiv verschwundener Orte

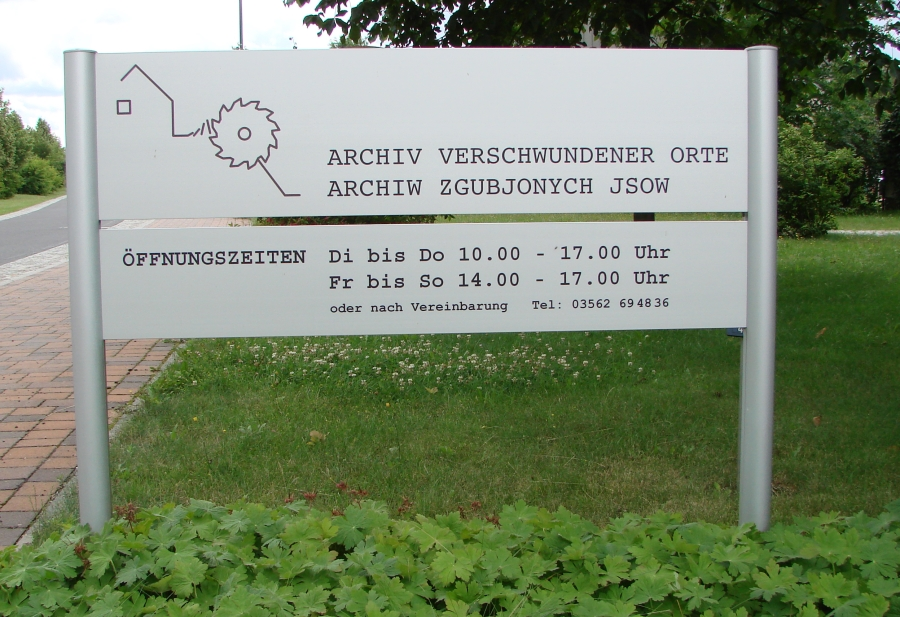
Eingangsschild zum Archiv

Das Archiv verschwundener Orte, niedersorbisch Archiw zgubjonych jsow, ist ein Dokumentations- und Informationszentrum der durch den Braunkohlenabbau abgebaggerten Dörfer in der Lausitz. Es befindet sich im Ortsteil Horno (Rogow) der Stadt Forst und wurde am 14. Oktober 2006 im Dachgeschoss des Gemeindezentrums eröffnet. Die Ausstellung und das Zentrum selbst wurde vom Energiekonzern Vattenfall finanziert. Träger des Archivbetriebs ist die Stadt Forst.

## Geschichte

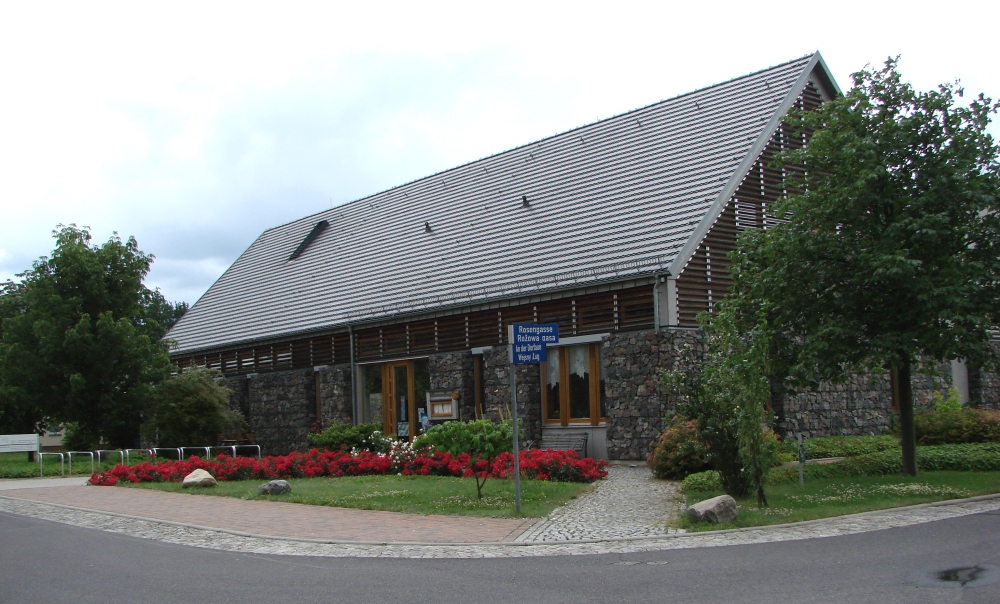
Gemeindezentrum mit Archiv

Die Bewohner des Dorfes Horno leisteten 15 Jahre Widerstand gegen die Abbaggerung ihrer Heimat. In diesem Zusammenhang entstand die Idee zu einem Informations- und Dokumentationszentrum aller im Lausitzer Braunkohlenrevier seit 1924 abgebaggerten Ortschaften. Im Jahr 2002 erhielten die Hornoer Bürger und die Domowina von führenden Vertretern des Energiekonzerns Vattenfall die Zusage, die Finanzierung eines derartigen Zentrums zu übernehmen. Am 14. Oktober 2006 wurde das Archiv in der Stadt Forst im neu erbauten Ortsteil Horno eröffnet. Benachbart zum Archiv entstand in der Hornoer Dorfkirche das Kirchliche Informations- und Begegnungszentrum Horno. Dort thematisiert eine Ausstellung die Auswirkungen des Bergbaus auf Kirchen und Kirchengemeinden der Ober- und Niederlausitz.

## Ausstellung und Inhalte

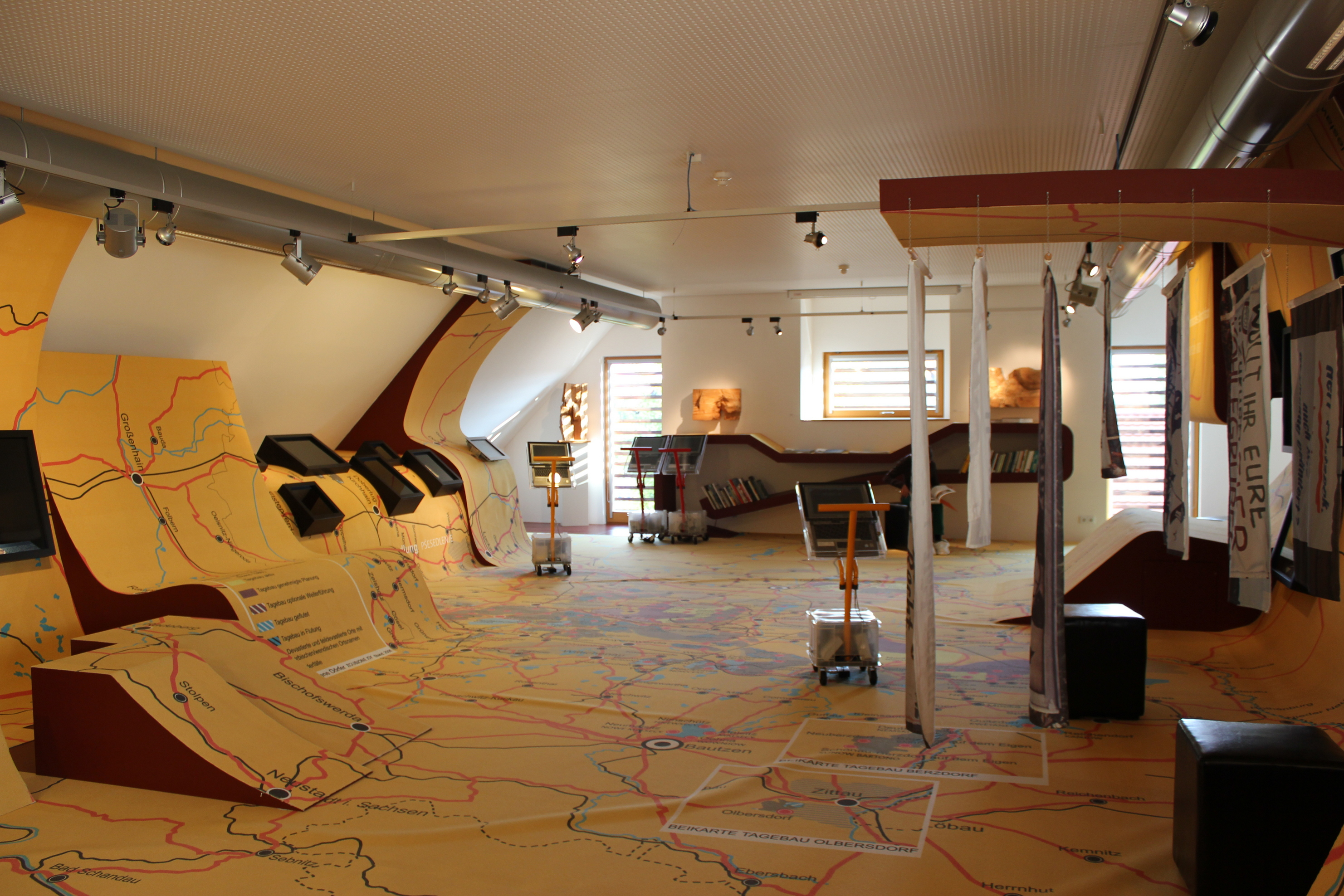
Blick in die Ausstellung

Der Braunkohlentagebau in der Lausitz betraf mit seinen zunächst kleinräumigen, später großflächigen Zerstörungen von Dörfern und Landschaften überwiegend das sorbische Siedlungsgebiet. Vor diesem Hintergrund sollten alle Umsiedlungen im Zusammenhang mit dem Braunkohlentagebau in diesem und im vergangenen Jahrhundert dokumentiert, Besonderheiten festgehalten und … für die nachfolgenden Generationen aufbereitet werden. Die abgebrochenen Orte werden im Ausstellungsraum "begehbar". Multimedial aufbereitete Informationen zu den einzelnen Ortschaften ermöglichen es dem Besucher, über jeden ehemaligen Ort Erkundigungen einzuholen. Zugleich wird ein Eindruck vom Leben und Arbeiten bis zum Ortsabbruch vermittelt. Die Namen der abgebrochenen Dörfer sind sowohl in sorbischer als auch in deutscher Sprache aufgeführt. Gestaltet wurde die Ausstellung von den Architekten Elke Knöß-Grillitsch und Wolfgang Grillitsch. Zwei Aspekte werden mit der Ausstellung hervorgehoben:
- Die räumliche und quantitative Dimension der Ortsabbrüche und Umsiedlungen.
- Die subjektive Perspektive und Betroffenheit der Umsiedler im Verlauf von 90 Jahren Devastierungen in der Lausitz.

### Einführung

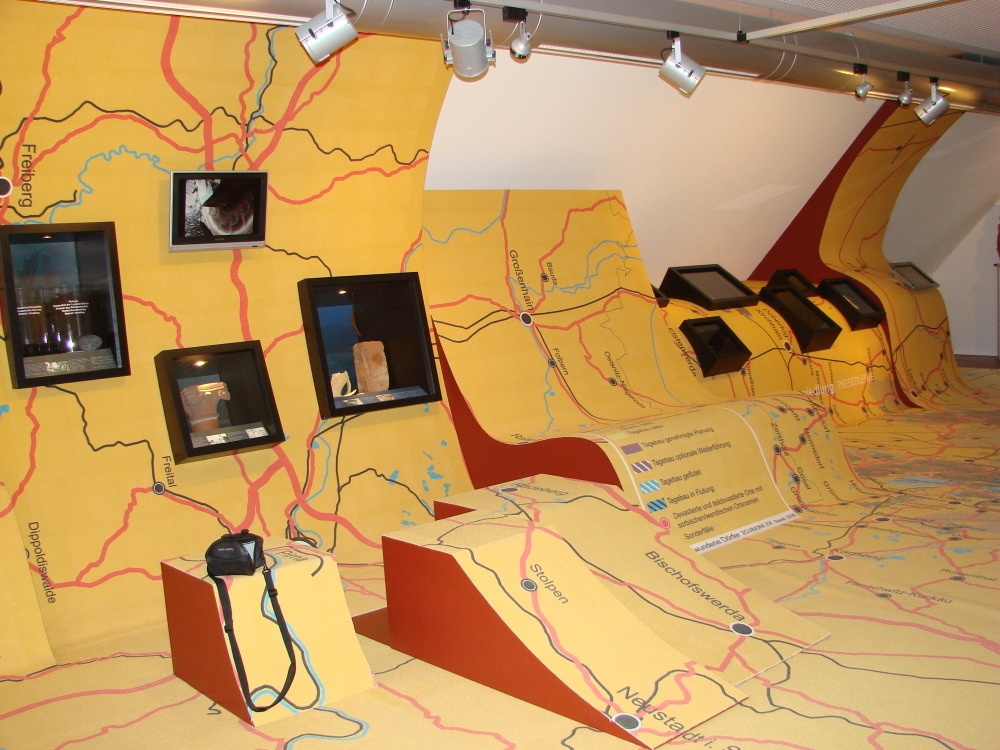
Einführungsbereich der Ausstellung

Ein Einführungsfilm, Texttafeln und Vitrinen informieren über die grundsätzlichen Rahmenbedingungen des Braunkohlenbergbaus in Deutschland, insbesondere in der Lausitz. Parallel zur wirtschaftlichen Bedeutung des Bergbaus für die Region werden die Konsequenzen für Mensch und Umwelt und die daraus entstehenden Probleme und Konflikte angesprochen. In besonderem Maße berühren diese Folgen das sorbische Volk. Von der Zerstörung ganzer Landstriche wurde vor allem ihr Siedlungsgebiet betroffen und damit zugleich ihre Kultur und ihre Sprache.

### Umsiedlung
Wurde die Braunkohle zu Beginn noch im Tiefbau abgebaut, so waren aus wirtschaftlicher Sicht Ortsabbrüche seit Beginn der 1920er Jahre rentabel. Im Jahr 1924 wurde mit Neu-Laubusch (sorb. Nowy Lubuš) der erste Ort wegen des Tagebaus Grube Erika vollständig abgebrochen. Bezogen auf die flächenmäßige Ausdehnung und auf die Zahl der devastierten Dörfer erreichte der Braunkohlentagebau nach 1945 eine bis dahin nicht dagewesene Dimension. Die betroffenen Einwohner erhielten bis Mitte der 1980er Jahre vorwiegend Wohnungen in städtischen Neubaugebieten. Ab Mitte der 80er Jahre gab es einzelne Verbesserungen im Wohnraumangebot. Nach 1990 versuchten die jeweiligen Tagebauunternehmen, die Umsiedlung sozialverträglicher zu gestalten. Eine gemeinsame Umsiedlung der Einwohner an einen neuen Standort wurde ermöglicht. Nach wie vor ist eine Umsiedlung ein harter Eingriff in gewachsene soziale Strukturen, Verlust der angestammten Heimat und Zerstörung der Umwelt.
Die Auswirkungen der Umsiedlungen sind vielschichtig. Sie betreffen sowohl die persönliche Ebene der Dorfbewohner als auch dauerhafte Konsequenzen für die Landwirtschaft der Region sowie für Kultur, Tradition und Sprache der Sorben in der Lausitz.

### Sorben/Wenden
In der Präsentation werden Geschichte und Kultur der Sorben/Wenden von der ersten schriftlichen Erwähnung (7. Jahrhundert) bis in die Gegenwart dargestellt. Neben ihrer Sprache werden Bräuche und Traditionen aufgeführt und Institutionen und Vereinigungen wie zum Beispiel die Domowina genannt. In diesem Zusammenhang ist auch das Sprachlabor für die sorbische Sprache zu verstehen. Hier werden Entstehung, Entwicklung und gegenwärtiger Gebrauch der sorbischen Sprache dargestellt sowie ihr Reichtum und ihre Vielfalt bewahrt. Eingegangen wird auf die Chancen und Probleme dieser nationalen Minderheit in der Gegenwart und die Erfahrungsperspektive sorbischer Umsiedler.

### Kampf um Horno

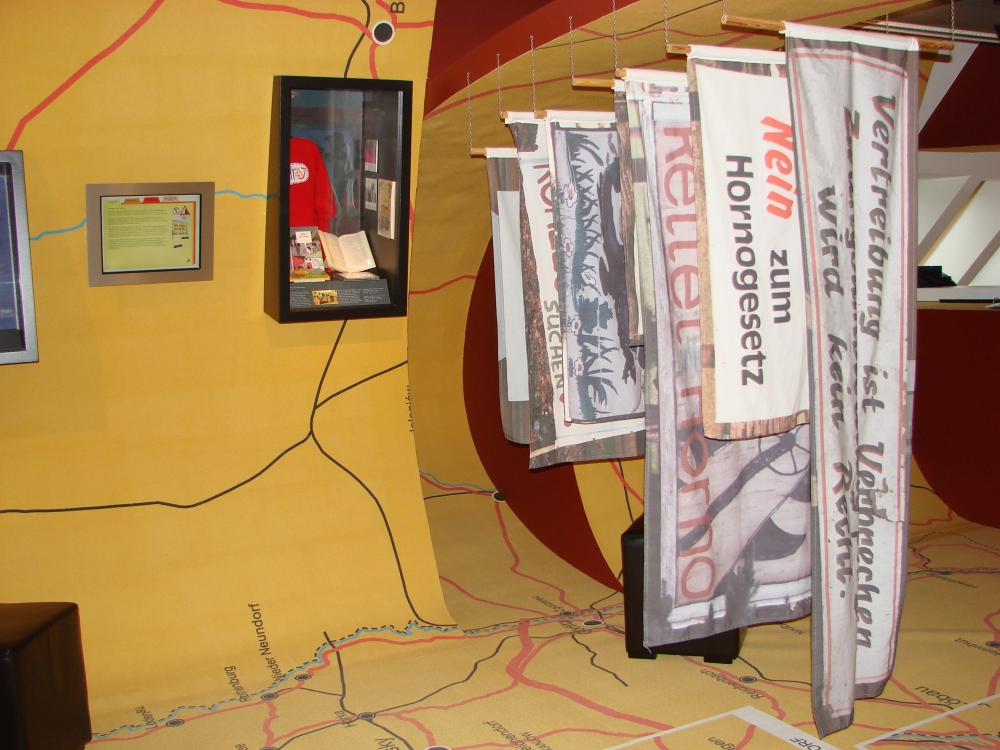
Bereich Horno

Ein weiterer Themenschwerpunkt ist die Dokumentation des Kampfes der Hornoer Bürger um ihren Ort gegen den Abbruch durch den Tagebau Jänschwalde. Das Dorf Horno lag zwischen Guben, Forst und Cottbus im nördlichen Bereich des sorbischen Siedlungsgebiets. Bereits 1977 gab es die erste Ankündigung zur Abbaggerung des Dorfes. Unter den damals herrschenden gesellschaftlichen Bedingungen ließ eine derartige Ankündigung keine Alternative offen. Nach 1989 eröffneten sich Möglichkeiten des gemeinsamen Widerstandes gegen die Kohlepolitik des Landes Brandenburg, gegen die Durchsetzung ökonomischer Interessen des Bergbauunternehmens und gegen die Zerstörung des Dorfes. 15 Jahre kämpften die Bürger für ihr Dorf, bis es 2004 devastiert wurde. In der Ausstellung werden Protest- und Widerstandsformen dokumentiert. Es wird erläutert, dass für die Zerstörung des Dorfes und die Umsiedlung seiner Bürger zunächst ein Gesetz erlassen werden musste, das Braunkohlengrundlagengesetz.

### Die Ortsdatenbank
136 Orte mussten bis 2010 vollständig oder teilweise dem Braunkohlebergbau weichen. Von diesen Orten sind Informationen und Fotos gespeichert. Auf einer begehbaren Landkarte kann der Besucher mit Hilfe eines interaktiven Lesegerätes („Infosauger“) alle verschwundenen Orte digital ansteuern.
Für jeden Ort werden neben der geographischen Lage die historische Entwicklung, Wirtschaft, Festkultur, Schul- und Vereinswesen, Verbleib der Umsiedler und weitere Informationen abrufbar gespeichert. Die Ortsdatenbank kann jederzeit durch neues Material ergänzt werden. Das Archiv nimmt historisches Bildmaterial zu den abgebrochenen Dörfern entgegen.